# Najfel'd
Najfel'd (in lingua russa Найфельд) è un centro abitato dell'Oblast' autonoma ebraica, situato nel Birobidžanskij rajon.